# ملعب مرسيدس بنز سوبردوم
ملعب مرسيدس بنز سوبردوم: كان يعرف في السابق باسم سوبردوم ولاية لويزيانا ويعرف بالعامية بالعامية باسم سوبردوم،هو الملعب الرئيسي لفريق نيو أورليانز سينتس في مدينة نيو أورلينز، لويزيانا، الولايات المتحدة. تم وضع خطط البناء لإول مرة في عام 1967 من قبل شركة نيو أورليانز المعمارية.
يعتبر الملعب أكبر هيكل لقبة ثابتة في العالم. حيث أن إطاره الصلب يغطي 13 فداناً (5.3 هكتار). لها 273 قدما (83 م) مصنوع من قبة إطار متعدد الحلقات والتي يبلغ قطرها 680 قدماً (210 متر).

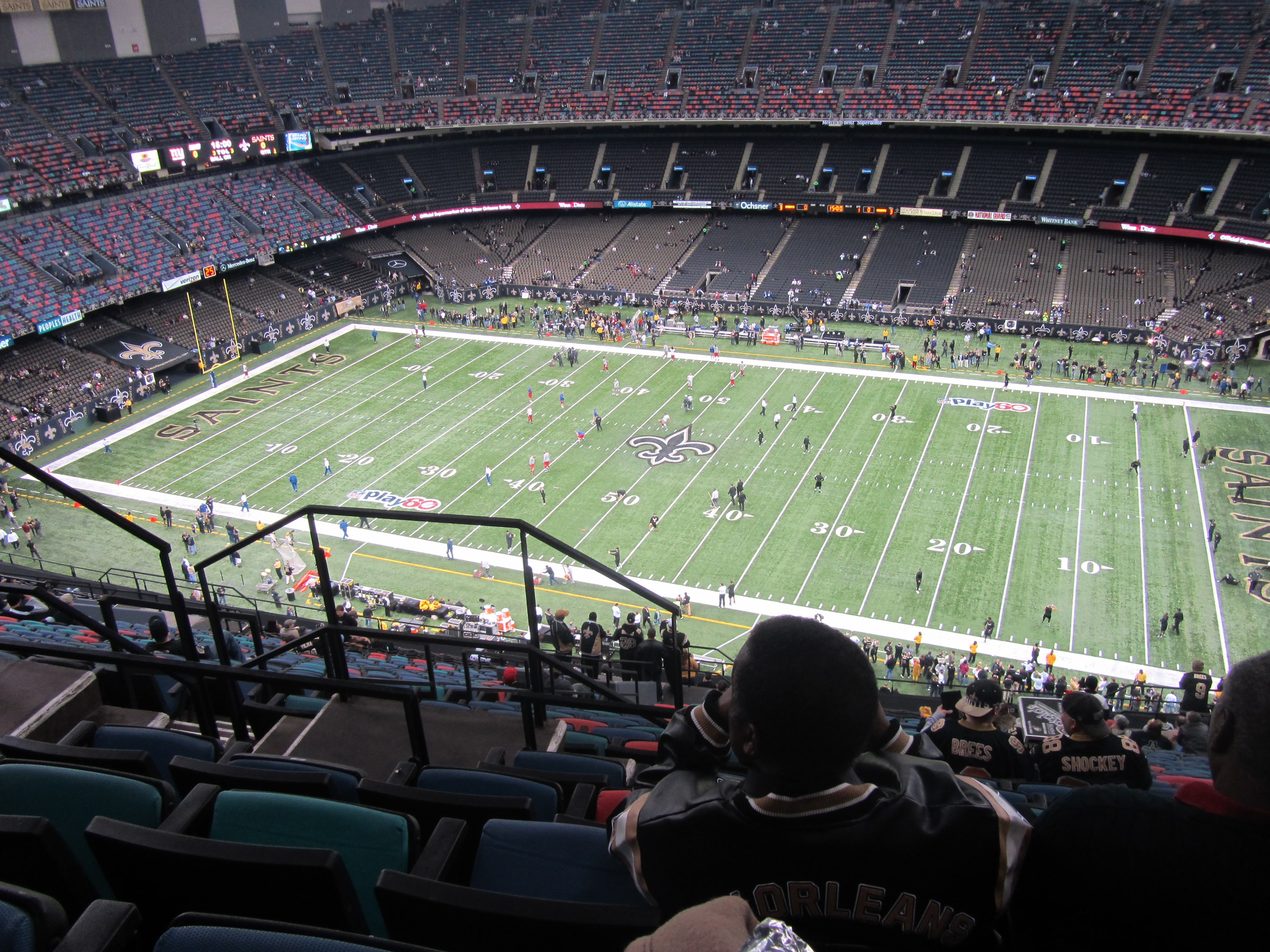
صورة للملعب من الداخل خلال تدريبات فريق نيو أورليانز

يوم 3 أكتوبر 2011، أعلن أن مرسيدس بنز اشترت حقوق التسمية للملعب. وتم العمل بالاسم الجديد بتاريخ 23 تشرين الأول، 2011. ويعتبر الملعب الثالث الذي تذهب حقوق تسميته إلى شركة مرسيدس بنز (و الأول في الولايات المتحدة)، وذلك بعد مرسيدس بنز أرينا في ألمانيا بمدينة شتوتغارت وفي شنغهاي، الصين.